# Clypeodytes darlingtoni
Clypeodytes darlingtoni är en skalbaggsart som beskrevs av Watts 1978. Clypeodytes darlingtoni ingår i släktet Clypeodytes och familjen dykare. Inga underarter finns listade i Catalogue of Life.